# 诺加利斯 (亚利桑那州)
诺加利斯（英语：Nogales）位于美国亚利桑那州南部的美墨邊界上，是圣克鲁斯县的县治所在。本地與墨西哥的諾加萊斯相鄰，兩者的鎮名具有相同的字母拼法。
根据2000年美国人口普查，共有19,870人，其中白人占77.83%。